# Elymar Santos
Elymar Santos (Rio de Janeiro, 11 de outubro de 1952) é um cantor brasileiro de MPB.

## Biografia
Batizado com o nome de Elimar, nasceu no Morro do Alemão, participou da novela Salve Jorge, que se passava na comunidade popular do Rio de Janeiro. Morou também em São Gonçalo do Sapucaí, interior de Minas Gerais, cidade natal de sua mãe. Trocou o ‘i’ de seu nome pelo ‘y’ quando começou a ficar conhecido nacionalmente. Na década de 90 aproximou-se de Rosinha Garotinho, que levou Elymar para uma entrevista em seu programa de rádio em Campos dos Goytacazes, que transcorreu em clima de muita emoção. Mais tarde, candidata à governadora do estado do Rio de Janeiro, convidou Elymar para gravar seu jingle de campanha, o que o cantor fez, sem cobrar cachê.
Elymar ficou conhecido por ser um cantor extremamente versátil. Cantava músicas de vários autores nacionais, como Wando, Cazuza, Raul Seixas, Roupa Nova, Elis Regina e também internacionais como Corazón Partido, de Alejandro Sanz. Mas também compõs inúmeras músicas próprias, sendo que seus maiores sucessos são as músicas "Escancarando de Vez" e "Guerreiros Não Morrem Jamais", composta em homenagem ao Ayrton Senna, falecido piloto de Fórmula1.
Participou do último capítulo da telenovela O Clone ao lado de outros famosos, como Falcão e Sargentelli.
Por proposta do Deputado Dionísio Lins, Elymar Santos recebeu a Medalha Tiradentes, na Assembléia Legislativa do Estado do Rio de Janeiro em 16 de dezembro de 2009.

## Discografia

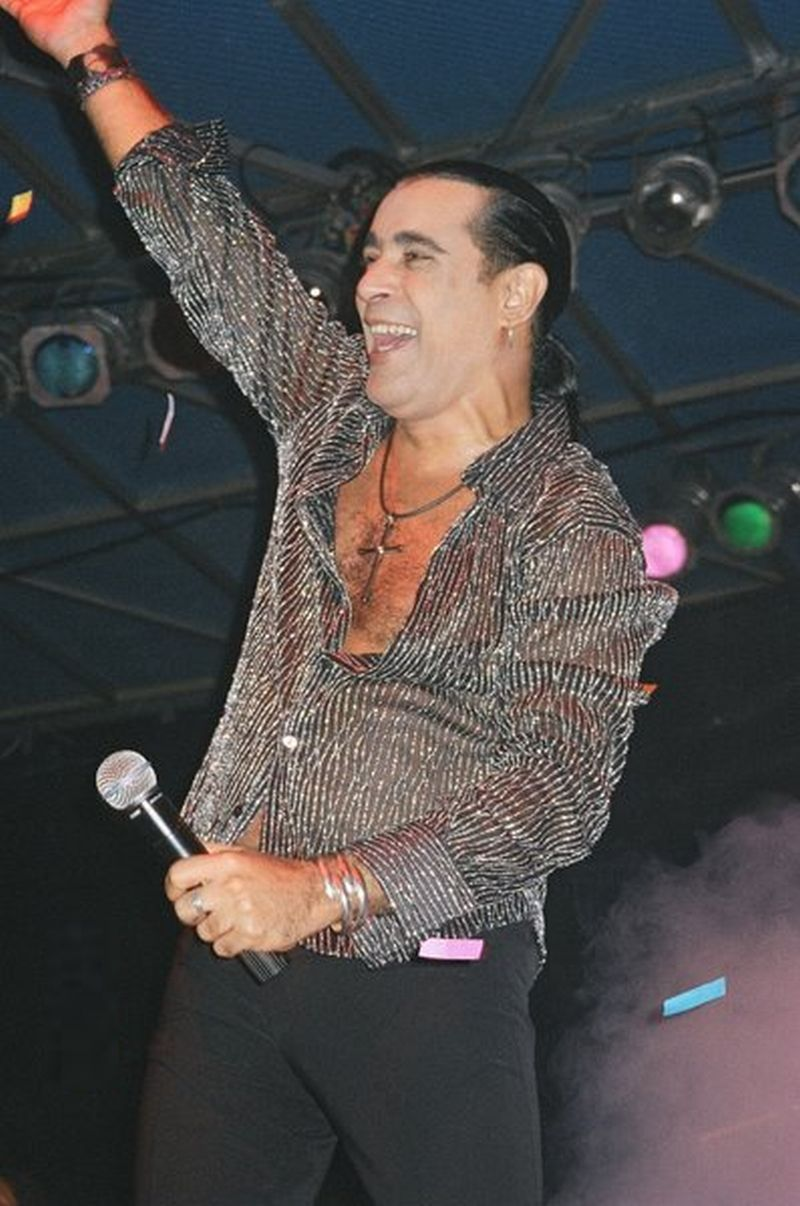
Elymar Santos apresentando-se em Campos dos Goytacazes, Rio de Janeiro. (foto:zwynglio/flickr)

- 1972 - Boiadeiro de Luanda / Prece a Oxalá (Compacto vinil)
- 1973 - Quero ser feliz / Maravilha de mulher (Compacto vinil)
- 1976 - A gaiola das loucas (Compacto vinil)
- 1985 - Cachaça / Coração (Compacto vinil)
- 1986 - Cachaça / Assim somos nós (LP vinil)
- 1986 - Elymar no Canecão (LP vinil)
- 1988 - Elymar Santos - 1988 (LP vinil)
- 1989 - Missão (LP vinil / CD)
- 1990 - Missão Ato de Amor (LP vinil / CD)
- 1991 - Missão Ser Feliz (LP vinil / CD)
- 1992 - Missão Amor Amor (LP vinil / CD)
- 1993 - Vida de Cigano (LP vinil / CD)
- 1994 - Meus Momentos 1 (Coletânea / CD)
- 1994 - Que todas as Mães se reconheçam (LP vinil / CD)
- 1995 - Popular (LP vinil / CD)
- 1996 - Mais Popular (CD)
- 1997 - Elymar ao Vivo Canecão (CD)
- 1997 - Meus Momentos 2 (Coletânea / CD)
- 1998 - Elymar ao Vivo Canecão 2 (CD)
- 1998 - Na Pele do Tambor (CD)
- 1998 - Preferência Nacional (Coletânea / CD)
- 1999 - Ama Quem Te Ama (CD)
- 2000 - BIS (Coletânea / CD)
- 2000 - 20 Sucessos (Coletânea / CD)
- 2000 - Elymar Brasileiro dos Santos ao vivo no Olympia (CD)
- 2001 - Para Sempre (Coletânea / CD)
- 2002 - Identidade (Coletânea / CD)
- 2002 - Amor e Dor 1 - Acústico (CD)
- 2003 - Amor e Dor 2 - Acústico (CD)
- 2004 - Retratos (Coletânea / CD)
- 2004 - Ao Vivo No Olimpo (DVD)]
- 2005 - Comemorando Sua 100ª Apresentação no Canecão (DVD)
- 2005 - Elymar de Todos os Santos (CD)
- 2005 - BIS (Coletânea / CD)
- 2006 - Procura-se... (CD / DVD)
- 2006 - 20 Super Sucessos Show Romântico - Elymar Santos, Cauby Peixoto e Adilson Ramos (DVD)
- 2008 - Guerreiro Sonhador - Ao Vivo no Canecão - 2008 (CD / DVD)
- 2009 - 16 Hits (Coletânea / CD)
- 2010 - Homem de sorte (CD / DVD)
- 2011 - Elymar Canta Marrom - Ao vivo no Vivo Rio (CD / DVD)